# سیمون کانفالون
سیمون کانفالون (انگلیسی: Simone Confalone؛ زادهٔ ۱ فوریهٔ ۱۹۷۴) بازیکن فوتبال اهل ایتالیا است.
از باشگاه‌هایی که در آن بازی کرده‌است می‌توان به باشگاه فوتبال اسپتزیا، باشگاه فوتبال یوونتوس، باشگاه فوتبال بولونیا، باشگاه فوتبال چزنا، باشگاه فوتبال اتلتیکو آرتزو، و باشگاه فوتبال ترنانا اشاره کرد.